# Боргеркомпані
Боргеркомпані (нід. Borgercompagnie, нід. вимова: [ˌbɔrɣərkɔmpɑˈɲi]) — село в нідерландській провінції Гронінген. Його теритрія розподілена між муніципалітетами Мідден-Гронінген (північна частина села) і Вендам (південна частина села).
Його площа становить 7,79км², а населення станом на 2021 рік складало 490 осіб.
Село було засноване у 1647 році міщанською компанією для видобутку торфу. Боргеркомпані — це лінійне поселення вздовж каналу. Північна частина каналу була засипана після 1940 року.
У 2005 році в Боргеркомпані відкрився завод з переробки гною. Спочатку він був визнаний прогресивним підприємством і отримав заохочувальну премію. Він переробляє 35 000 тонн гною на рік, і через сморід від нього тривають суперечки з сусідами та муніципалітетом Веендама.